# Marek Lapis
Marek Lapis (ur. 29 września 1968 w Kłecku) – polski artysta fotograf. Członek rzeczywisty Okręgu Wielkopolskiego Związku Polskich Artystów Fotografików. Fotograf Polskiej Agencji Fotografów Forum.

## Życiorys
Marek Lapis mieszka i pracuje w Koziegłowach. W latach 1987–1989 uczęszczał do Zespołu Szkół Fototechnicznych, następnie ukończył Pomaturalne Studium Fototechniczne w Warszawie, jako „Technik Fotograf”. Do 1996 roku był etatowym fotoreporterem „Wprost”, Od 1987 roku pracuje we własnej Agencji Fotograficzno-Reklamowej ArtMedia Marek Lapis. 
Jego fotografie były publikowane w wielu gazetach, dziennikach, czasopismach w Polsce i za granicą, (m.in) w Big Pictures, Focus, National Geographic Polska, Newsweek Polska, Playboy, Polityka, Press, Przekrój, Reuters, The Sunday Telegraph, Tygodnik Powszechny, Wprost. Od 2000 roku jest fotoreporterem Polskiej Agencji Fotografów Forum w Warszawie. W 2008 roku, podczas XIV Światowej Konferencji Zmian Klimatycznych w Poznaniu, pracował jako oficjalny fotograf ONZ. W 2012 roku był autorem projektów fotograficznych, realizowanych na zamówienie Ministerstwa Spraw Wewnętrznych i Administracji i Ministerstwa Zdrowia. 
Szczególne miejsce w twórczości Marka Lapisa zajmuje fotografia reportażowa, reklamowa, katalogowa, ślubna, eventy, moda, portfolio. Był wykładowcą fotografii w Wyższej Szkole Nauk Humanistycznych i Dziennikarstwa i wykładowcą w Wielkopolskiej Szkole Fotografii. Jest członkiem Okręgu Wielkopolskiego Związku Polskich Artystów Fotografików (legitymacja nr 1144), na kadencję 2017–2020 został wybrany członkiem Zarządu Okręgu Wielkopolskiego ZPAF. 
Marek Lapis jest autorem i współautorem wielu wystaw fotograficznych; indywidualnych, zbiorowych, pokonkursowych. Brał aktywny udział w konkursach fotograficznych krajowych i międzynarodowych, zdobywając wiele, nagród, wyróżnień, dyplomów, listów gratulacyjnych. Jest aktywnym uczestnikiem warsztatów fotograficznych (m.in. Ryszard Horowitz Workshop, Art and Computers, Poszerzanie Wyobraźni, Ryszard Horowitz – fotokompozytor, Raymond H. DeMoulin – Eastman Kodak Company, Robert Bowen – School of Visual Arts New York). Jest uczestnikiem i prowadzącym wielu spotkań i warsztatów fotograficznych (m.in.) w ramach „Akademii Odkryć Fotograficznych”. W latach 2013–2015 prowadził warsztaty fotograficzne dla osób upośledzonych intelektualnie. Uczestniczy jako przewodniczący i członek jury w konkursach fotograficznych. 
W 2017 roku Marek Lapis otrzymał stypendium Marszałka Województwa Wielkopolskiego w dziedzinie kultury, na realizację długoterminowego projektu foto-dokumentalnego. W 2018 roku został laureatem Nagrody I stopnia Starostwa Poznańskiego – za zasługi w dziedzinie twórczości fotograficznej, w tym samym roku został uhonorowany Medalem „Za Zasługi dla Fotografii Polskiej” – odznaczeniem przyznawanym przez Kapitułę Fotoklubu Rzeczypospolitej Polskiej Stowarzyszenia Twórców – w 100. rocznicę odzyskania przez Polskę niepodległości.

## Odznaczenia
- Medal „Za Zasługi dla Fotografii Polskiej” (2018)[34][32]